# Shandong Gaosu Group
Шаньдуньская высокоскоростная корпорация или компания Shandong Gaosu Group (китайский: 山东高速集团有限公司), (SDHS), является государственным предприятием в Цзинань (Китай), принадлежит правительству провинции Шаньдун. Корпорация занимается: инвестициями; строительством и обслуживанием скоростных автомагистралей, мостов, железных дорог, железнодорожных транзитов и гаваней; судоходством и логистикой. Корпорация внесла вклад: в строительство; в производство строительных материалов; в информационный сектор, в сектор финансирования и недвижимости, которые являются составными бизнес компонентами компании. В июне 2011 года корпорация SDHS закончила строительство и открыла мост в заливе Цзяочжоу, протяжённостью более 40 километров между районами Циндао и  Хуандао в провинции Шаньдун.
SDHS расширила свой бизнес более чем в 22 провинциях внутри страны, а также в 106 странах. SDHS обслуживает и управляет 2800 км скоростных автомагистралей и 1127 км автомагистралей на стадии строительства. Корпорация управляет 586 км местных железных дорог и 743 км железных дорог находятся в стадии строительства. Корпорация SDHS завершила инвестирование и строительство высокоскоростной железной дороги Пекин-Шанхай. В 2017 году SDHS сообщила о прибыли в размере 1,3 млрд долл. США.
Корпорация SDHS придерживается идейного направления выдвинутого на  Пятом пленарном заседании ЦК КПК и 13-го пятилетнего плана развития провинции Шаньдун. В качестве руководства к дальнейшему развитию, корпорация принимает за основу научное развитие; трансформацию и модернизацию; реформы и инновации. Ключевыми пунктами SDHS выделяется: совершенствование структуры корпоративного управления, операции с капиталом; качество и эффективность рассматриваются как цель; политическое кредо - гарантия реализации «Высокоскоростной мечты».

## История корпорации
В июле 1997, с одобрения народного правительства провинции Шаньдун, корпорация SDHS была включена в состав Shandong Province Highway Limited Corporation. Прежде чем принять в январе 2008 года действующее название, корпорация SDHS несколько раз переименовывалась на основании внутреннего развития, первоначально изменившись - Shandong Province Highway, в июне 1999 года - LLC, а затем в январе 2005 года - Компанию Автомагистралей Провинции Шаньдун.
Корпорация SDHS владеет следующими 30 компаниями:
- Shandong Hi-Speed Company Ltd (представитель высокодоходных акций крупнейших активов в сфере автомобильных дорог и мостостроения в Китае)
- Shandong Hi-Speed Road and Bridge Group Co Ltd (крупнейшее автомобильное и мостостроительное предприятие провинции со специальной квалификацией класса)
- China-Shandong Hi-Speed Financial Group
- Shandong Railway Construction and Investment Co Ltd
- China Shandong International Economic and Technical Cooperation Group Ltd (ООО «Группа международного экономического и технического сотрудничества провинции Шаньдун»)
- Weihai City Commercial Bank (1-й региональный коммерческий банк в провинции Шаньдун)
- Taishan Property and Casualty Insurance Co Ltd (1-й общенациональный орган по страхованию имущества, зарегистрированный в Шаньдуне, акционер SDHS)
- Qingdao Development Co Ltd

## Структура корпорации

### Дочерние компании
- Shandong Hi-Speed Investment Holdings Limited
- China Shandong International Economics & Technical Cooperation Group, Ltd.,
- Shandong Hi-Speed Rail Transportation Group Co., Ltd.
- Shandong Hi-Speed Construction & Management Co., Ltd.
- Shandong Hi-Speed Logistics Co., Ltd.
- Shandong Hi-Speed Real Estate Group Co., Ltd.
- Shandong Hi-Speed Technology Development Group Co., Ltd.
- Shandong Hi-Speed Service Area Management Co., Ltd.
- Shandong Hi-Speed Sichuan Development Co., Ltd.
- Shandong Hi-Speed Qingdao Development Co., Ltd.
- Shandong Hi-Speed Materials Group Co., Ltd.
- Shandong Hi-Speed Cultural Media Co., Ltd.
- Shandong Hi-Speed Xinlian Payment Co., Ltd.
- Shandong Hi-Speed Yunnan Development Co., Ltd.
- Shandong Hi-Speed Hubei Development Co., Ltd.
- Shandong Hi-Speed Basketball Club Co., Ltd.
- Shandong Hi-Speed Nile Investment & Development Co., Ltd.
- Shandong Hi-Speed (SINGAPORE) Pte Ltd.
- Shandong Hi-Speed Penglai Development Co., Ltd.

### Контрольный пакет акций дочерних компаний
- Shandong Railway Construction Investment Co., Ltd.
- Shandong Hi-Speed Company Limited
- Shandong Hi-Speed Road and Bridge Group Co., Ltd.
- Weihai City Commercial Bank
- Ji'nan-Qingdao High-Speed Rail Co., Ltd.
- Lunan High Speed Railway Co., Ltd.
- Shandong Hi-Speed Information Engineering Co., Ltd.
- Shandong Hi-Speed Everbright Industrial Fund Management Co., Ltd.

### Взаимосвязанные акционерные общества
- Shandong Marine Group Ltd.
- Taishan Property & Casualty Insurance Co., Ltd.
- China Shandong Hi-Speed Financial Group Limited

### Акционерные общества
- Jinan International Airport Co., Ltd.
- Shandong Marine Shipping Co., Ltd.

## Промышленные секторы
С момента своего основания SDHS расширила бизнес более чем в 22 провинциях внутри страны и 106 странах и регионах. SDHS активна в различных отраслях промышленности, в таких как:
1. Строительство и обслуживание скоростных автомагистралей
Эксплуатация и обслуживание скоростных автомагистралей является основной деятельностью SDHS и её дочерней компании — Shandong Hi-Speed Company Limited (листинговая компания с крупнейшими активами в секторе дорог и мостов Китая). В число скоростных автомагистралей входят: скоростная автомагистраль Цзиньнань-Циндао, скоростная автомагистраль Пекин-Тайбэй в секции Шаньдун, скоростная автомагистраль Вэйфан-Ляйян, скоростная автомагистраль Циндао-Иньчуань в секции Цихе-Сяцзинь, скоростная автомагистраль Хезды-Гуанчжуан, скоростная автомагистраль Цзиньань-Лайву, скоростная автомагистраль Вэйхай-Рушан, Цзяочжоуская кольцевая скоростная автомагистраль, Северное кольцевая ветвь Цзиньшань, скоростная автомагистраль Циндао-Иньчуань, мост залива Циндао Цзяочжоу, скоростная автомагистраль Линьи-Цзаочжуан и скоростная автомагистраль Яньтай-Хайян в провинции Шаньдун. За пределами провинции, SDHS управляет шоссе Сучане-Ючжоу и скоростной автомагистралью Сучане-Бочжоус с развязками на разных уровнях в провинции Хэнань, шоссе Лэшань-Ибин и скоростной автомагистралью Лэшань-Цзыгун с развязками на разных уровнях в провинции Сычуань, шоссе Суолонгси-Мэнцзы и скоростной автомагистралью аэропорта Куньмин с развязками на разных уровнях в провинции Юньнань, скоростной автомагистралью Хэнъян-Шаоян с развязками на разных уровнях в провинции Хунань, скоростной автомагистралью Ухань-Цзинмэнь с развязками на разных уровнях в провинции Хубэй.
Корпорация SDHS имеет свыше 1127 км скоростных автомагистралей, в том числе скоростная автомагистраль Вэйфан-Риджао, скоростная автомагистраль Тайань-Донгэ, скоростная автомагистраль Лонкоу-Циндао и проект расширения Северной линии скоростной автомагистрали Цзиньань-Циндао.
- Мост залива Цзяочжоу

После четырёх лет строительства, в июне 2011 года корпорация SDHS открыла мост залива Цзяочжоу вблизи Циндао, в провинции Шаньдун, стоимостью более 1,5 млрд долл. США. По завершении его строительства, мост является самым длинным в мире мостом над водой. Мост залива Цзяочжоу был также награждён медалью Джорджа С. Ричардсона — самой престижной международной наградой мира за мосты в 2013 году.
2. Эксплуатация железных дорог
SDHS имеет два железнодорожных инвестиционных и операционных подразделения: Shandong Railway Construction Investment Co Ltd, Shandong Hi-Speed Rail Transport Group Co Ltd.
Были введены в действие: высокоскоростная железная дорога Пекин-Шанхай, железнодорожная магистраль Циндао-Рончэн, средняя и южная железная дорога Шаньси с участием компании SDHS в качестве акционера. SDHS также владеет контрольным пакетом акций железной дороги Дэчжоу-Лонгко-Яньтай общей протяжённостью 588 км, а также владеет некоторыми национальными проектами железных дорог с инвестиционными вложениями компании SDHS. Это такие строящиеся проекты как: железная дорога Хуанхуа-Дацзява, специальная пассажирская железная дорога Шицзячжуан-Джинань и железная дорога Циндао-Рижао-Ляньюньгаа.
SDHS, как основной акционер, несёт ответственность за строительство высокоскоростной железной дороги Цзинань-Циндао общей протяжённостью 309 км с инвестированием в размере 9,1 млрд долл. США, а также за высокоскоростную железную дорогу Лунань общей протяжённость 494 км и общую сумму инвестирования в 11,2 млрд долл. США.
Предшественником Shandong Hi-Speed Rail Transportation Group Co., Ltd является местное железнодорожное бюро Шаньдун, которое отвечает за инвестиции, строительство и эксплуатацию местных железных дорог и железнодорожных транзитов в провинции Шаньдун. В настоящее время компания эксплуатирует 586 км местных железных дорог, таких как: железная дорога Дацзява-Лайчжоу-Лонгкоу, железная дорога Пинлан и железная дорога Шоугуан-Зупинг и др. 743 км в стадии строительства. Размер активов и объём грузопотока занимают первое место среди местных железнодорожных компаний провинциального уровня в Китае.
3. Логистическая отрасль
Логистика — это развивающийся промышленный сектор, а также бизнес компонент корпорации SDHS, это также один из его бизнес-компонентов, одобренный Государственным комитетом по надзору и управлению активами провинции Шаньдун. Её дочерняя компания, Shandong Hi-Speed Logistics Co Ltd, является флагманским предприятием логистической отрасли в провинции Шаньдун с уставным капиталом 0,8 млрд долл. США. Компания является самой крупной в провинции Шаньдун и одной из лучших в этой отрасли в Китае. Её основной бизнес включает в себя: логистическую инфраструктуру, такую как порты и логистические парки, интеграцию финансов и торговли, межгородскую и городскую платформу стандартного распределения логистики и т. д.
Shandong High Speed West Coast Wisdom Logistics Industrial Park станет платформой онлайн-трейдинга и логистических подразделений в логистической отрасли для создания демонстрационной платформы O2O. Корпорация SDHS также управляет межгородской платформой стандартного распределения логистики контейнерских перевозок. В рамках SDHS Международный автомобильный промышленный город в Циндао посвящён созданию платформы автомобильной промышленной сети.
4. Доставка грузов в порты
Порты и судоходство — ещё один ключевой компонент для корпорации SDHS, который позволяет в полной мере использовать стратегические возможности Blue Economic Zone провинции Шаньдун и Development Plan of Yellow River Delta Efficient Eco-economic Zone, а также создать свою систему макротранспорта.
Являясь акционером Bohai Ferry Co., Ltd., корпорация SDHS инвестировала 0,3 млрд долл. США в развитие порта Вэйфан. SDHS также является крупным акционером Shandong Marine Group Ltd., которая является основной платформой для инвестиций и финансирования; инкубационной и индустриальной платформой достижений в области океанических технологий и интеграционной платформой развивающей стратегическую океаническую промышленность провинции Шаньдун.
При общем уставном капитале в размере 0,5 млрд долл. США годовой доход от операционной деятельности составляет 11 млрд долл. США, общий объём активов в размере 3,2 млрд долл. США, Shandong Ocean Investment Co., Ltd. занимается инвестициями, эксплуатацией и управлением морским транспортом и логистикой, производством морского оборудования, океанографическим строительством, минеральными ресурсами, морским промыслом, морскими биотехнологиями и защитой морской эко-окружающей среды.
5. Финансы и страхование
Финансы и страхование — крупнейший деловой сектор корпорации SDHS.
- Коммерческий банк Weihai City

Дочерняя компания SDHS входит в число коммерческих банков с наибольшим потенциалом развития в Китае. Банк был открыт 1 августа 1997 года, имеет более 80 филиалов в таких городах, как: Цзинань, Тяньцзинь, Циндао, Яньтай, Дэчжоу, Линьи, Джиньнинг, Вэйфан и Дуньинг и т. д. В последние годы ежегодные темпы роста всех показателей развития превышают 30 %. На сегодняшний день суммарные активы банка превысили 28,8 млрд долл. США, а чистая прибыль составляет более 0,23 млрд долл. США. Банк был удостоен премий «Golden Dragon Prize for Small and Medium Enterprises», «Chinese Best Retail Banks».
SDHS сотрудничает с China Everbright Limited для создания промышленного инвестиционного фонда, является крупнейшим акционером Taishan Property and Casualty Insurance Co., Ltd, которая является первой общенациональной организацией по страхованию имущества, зарегистрированной в провинции Шаньдун. SDHS является основным акционером CSFG.
China Everbright Limited SDHS создала совместный с SDHS фонд — Everbright Industrial Investment Funds, с ожидаемой суммой финансирования в размере 9,1 млрд долл. США, а также готовится к созданию инвестиционных фондов урбанизации провинции Шаньдун с объёмом привлечения капитала в размере 3,6 млрд долл. США.
- Инвестиционный фонд корпорации

Шаньдунский высокоскоростной инвестиционный фонд является одним из 122 фондов прямых инвестиций в Китае, с AUM более 10 млрд юаней, превосходя остальные компании в провинции Шаньдун, занимающимися прямыми инвестициями.
7. Строительство и конструирование
Строительство и конструирование являются основой деятельности корпорации SDHS.
Дочерние компании SDHS Shandong Hi-Speed Road и Bridge Group Co Ltd были зарегистрированы на фондовом рынке в 2013 году и завершили строительство 200 автомагистралей разных видов внутри страны и за рубежом на общую сумму более 5000 км. Shandong Hi-Speed Road и Bridge Group Co., Ltd являются единственными компании в провинции Шаньдун, которые имеет квалификацию специального класса (класс 1+).
Компании были удостоены Национальной премии «Золотая премия за качество», неоднократно награждались премией Чжан Тянью за развитие строительного машиностроения Китая — «Любаньская премия» — самая престижная национальная архитектурная награда.
- Шаньдунский высокоскоростной мост

Протяжённость 41,58 км, стоимость проекта составляет 1,5 млрд долл. США. Корпорация SDHS решает технологические трудности высокого уровня. Шаньдунский высокоскоростной мост, считается самым длинным мостом и входит в книгу рекордов Гиннеса, в число «Всемирных великолепных мостов» в списке Форбс. За уникальность подводных технологий корпорация получила вторую премию в номинации «Национальное технологическое изобретение».
8. Ресурсы и недвижимость
Ресурсы и недвижимость — ключевые компоненты отрасли макротранспортной промышленности корпорации SDHS, и в последние годы эти два сектора быстро развивались в основном в проектах материального снабжения, развития недвижимости и эксплуатации в городах с небольшими инвестициями и быстрыми результатами.
Корпорация SDHS имеет шахты, таких как: асфальтовое месторождение природного камня в округе Цинчуань провинции Сычуань, цинковая и оловянная шахты в горах Сяогу Внутренней Монголии. Модифицированный асфальт экспортируется в Эфиопию и используется в проектах скоростных дорог. Хайнаньская новая нефтехимическая материальная база, совместно инвестированная компаниями SDHS и American Heritage Group, будет иметь годовой объём производства в размере 6,1 млрд долл. США.
В союзе с Greentown и Evergrande, ведущими предприятиями в сфере недвижимости, корпорация SDSH успешно разработала несколько высококачественных проектов в области недвижимости, таких как SDHS West Coast Center на Западном побережье Циндао. Центр, созданный в виде офисного здания 5А с роскошными апартаментами, построен как комплекс с интегрирующей функцией, совмещающей офисные и развлекательные помещения.
9. Международный бизнес 
Корпорация SDHS расширила свой бизнес до 106 стран и регионов, общий оборот составил 15,2 млрд долларов США.
- Китайский культурный центр

Китайский культурный центр, который планируется открыть в феврале 2019 года в Белграде, займёт площадь более 32 300 м2, что станет одним из крупнейших культурных центров в мире и первым проектом такого рода в Балтийском регионе. 16 июня 2016 года президент Си Цзиньпин и президент Сербии Томислав Николич приняли участие в церемонии закладки фундамента для проекта.
- Проект аэропорта Тулуза

В 2014 году корпорация SDHS совместно с FPI приобрели 49,99 % акций аэропорта Тулуза, который является четвёртым по величине пассажирским аэропортом и вторым по величине грузовым аэропортом во Франции.
- Проект модернизации дороги Джуба-Румбек-Бентиу

Проект скоростных автомагистралей E763 в Южном Судане является самым длинным заморским дорожным проектом (более 1000 км) с крупнейшими инвестициями китайских предприятий.

## Идентификация корпорации
В 2017 году корпорация SDHS сообщила о зарегистрированном капитале в размере 3 млрд долл. США, годовой доход от операционной деятельности - 9,1 млрд долл. США, а общая прибыль - 1,3 млрд долл. США. Стоимость активов корпорации составляет 83,3 млрд долл. США, а также превысила все предприятия провинции Шаньдун и другие китайские предприятия той же отрасли. Согласно Рейтинговому списку World Brand Lab, SDHS было удостоено 146-го места среди 500 самых ценных брендов Китая в 2017 году, стоимость бренда оценивается в 4,17 миллиарда долларов США. Компания была также ранжирована среди «500 компаний в Китае» в течение 10-го года подряд.

## Внешние ссылки
- Shandong Hi-Speed Group Corporation - in Chinese
- Shandong Hi-Speed Group Corporation - in English